# Hans Lichtblau
Hans Lichtblau, též Johann Baptist Lichtblau nebo Jan Baptista Lichtblau (24. září 1833 Moravský Beroun – 20. listopadu 1896 Moravský Beroun), byl rakouský politik německé národnosti z Moravy; poslanec Moravského zemského sněmu.

## Biografie
Byl majitelem svobodného dvora v Moravském Berouně, jehož správu převzal po otci. Od roku 1864 byl členem obecního zastupitelstva Moravského Berouna, od roku 1883 členem okresní školní rady v Šternberku, předtím v letech 1871–1883 předsedou místní školní rady v Moravském Berouně. Byl členem komise pro regulaci pozemkové daně. roku 1889 byl znovu zvolen na post náměstka předsedy zemědělského a lesnického spolku ve Frýdlantu nad Moravicí.
V 60. letech se Lichtblau zapojil i do vysoké politiky. V zemských volbách v lednu 1867 byl zvolen na Moravský zemský sněm, za kurii venkovských obcí, obvod Šternberk, Rýmařov, Dvorce. Mandát zde obhájil v zemských volbách v březnu 1867 a zemských volbách v roce 1870. V obou zemských volbách konaných roku 1871 místo něj v tomto obvodu byl zvolen Karl Hesse. Na sněm se vrátil v zemských volbách v roce 1878, nyní za městskou kurii, obvod Dvorce, Libavá, Mor. Beroun, Budišov. Mandát zde obhájil v zemských volbách v roce 1884 a zemských volbách v roce 1890. Na mandát rezignoval v květnu 1893. Odůvodnil to rodinnými a politickými poměry. Na sněmu ho nahradil Carl Martinek.
V lednu 1867 v zemských volbách porazil oficiálního kandidáta německého volebního výboru Dr. Rottera. Roku 1871 již je zmiňován coby oficiální německý kandidát. Ve volbách roku 1884 se Lichtblau uváděl jako německý liberální kandidát (tzv. Ústavní strana, liberálně a centralisticky orientovaná).
Zemřel v listopadu 1896 po dlouhé bolestivé nemoci ve věku 63 let. Příčinou úmrtí byl otok plic.